# أوتو بنغتسون
أوتو بنغتسون (بالسويدية: Otto Bengtsson)‏ هو رامي الرمح ‏ سويدي، ولد في 20 أغسطس 1921، وتوفي في 4 يونيو 1998 في Knislinge ‏ في السويد.

## وصلات خارجية
- أوتو بنغتسون على موقع أوليمبيديا (الإنجليزية)
- أوتو بنغتسون على موقع اللجنة الأولمبية السويدية (السويدية)